# Leila Pärtelpoeg
Leila Pärtelpoeg, Ölgemälde von Leili Muuga, 1966

Link zum Bild

Leila Pärtelpoeg (* 17. September 1927 in Tallinn als Li Ester Brakel; ab 1936 bis 1951 estonisiert Leila Pelmas) ist eine Innenarchitektin und Expertin für die Restaurierung historischer Innenräume. Sie wurde 1949 estnische Meisterin im Slalom.

## Leben und Werk
Sie wuchs anfangs auf der Farm ihres Großvaters mütterlicherseits in Lasnamäe auf. Von 1934 bis 1941 besuchte sie das Tallinn English College. Sie lernte fließend Englisch und Deutsch. Nach ihrem Abschluss 1946 an der Tallinn Girl’s High School (Tallinn 8th Secondary School), studierte sie Architektur am Polytechnischen Institut Tallinn bei Ott Rünk, Peeter Tarvas und Humal sowie anschließend Holzhandwerk und Design an der Estnische Kunstakademie (damals Nationales Kunstinstitut der Estnischen SSR) bei Edgar Johan Kuusik und Ella Vende (1901–1987, Kunsthistorikerin). 1954 machte sie ihren Abschluss. Damit stieg sie zu einem Zeitpunkt in den Beruf ein, in der Chruschtschows Proklamation einer Modernisierung die Prägung aus der Zeit Stalins ablöste. In der Architektur und Innenarchitektur bedeutete dies eine Abkehr von der Reproduktion eines klassischen Formenkanons und Zuwendung zu einem neuen Stil, geprägt durch die Verwendung von hellen Furnier, Glas, schwalbenschwanzförmigen Beinen, nierenförmigen Tischen oder auch undekorierten geometrischen Formen. In den späten 1950er und 1960er Jahren entwarf Pärtelpoeg im Designstudio des Handelsministeriums moderne, skandinavisch geprägte Inneneinrichtungen, darunter Restaurant Gloria oder das Café Pegasus (mit Väino Tamme und Allan Murdmaa). Nach zehnjähriger Berufstätigkeit, bei einer Finnlandreise 1964 lernte sie Alvar Aalto und sein Werk aus eigener Anschauung kennen. Nach eigenem Bekunden war ihr klar, dass Vergleichbares in Estland nicht geschaffen werden konnte. Bei ihren Gestaltungsaufgaben in Estland wurden die Möbel und Einbauten mit entworfen, weil es nichts zu kaufen gab. Zum Vorbild wurde deshalb die finnische Innenarchitektin Carin Bryggman (1920–1993), die sie bei der Architektenvereinigung in Turku kennenlernte und die mit der über 40 Jahre dauernden Tätigkeit als Innenarchitektin für die Burg Turku für die historischen Projekte Pärtelpoegs zum Vorbild wurde.
Als Ella Vende 1961 in den Ruhestand ging, übernahm Pärtelpoeg den Unterricht im Fach Messpraxis an der Kunstakademie. Sie unterrichtete dreimal jährlich Studierende im Fach Architektur und übernahm Tages- und Abendvorlesungen der Fachrichtung Raumgestaltung und Möbelgeschichte. Auf Mess- und Zeichenexkursionen nahm sie u. a. historische Bauernhöfe und Gebäude auf Ruhnu und in Palmse auf. Bei einem Forschungsaufenthalt 1969 in der Eremitage beforschte sie die Bibliothek von Nikolaus II. zur Möbelkunde. In den 1970er Jahren wurde sie vom Ministerrat als Sachverständige berufen, um für die Neupräsentation des deutschbaltische Landgut Palmse passende Möbel zu suchen und anzukaufen. Dies war ihr Einstieg in die Restaurierung historischer Gebäude, vor allem Villen und Gutshöfe.

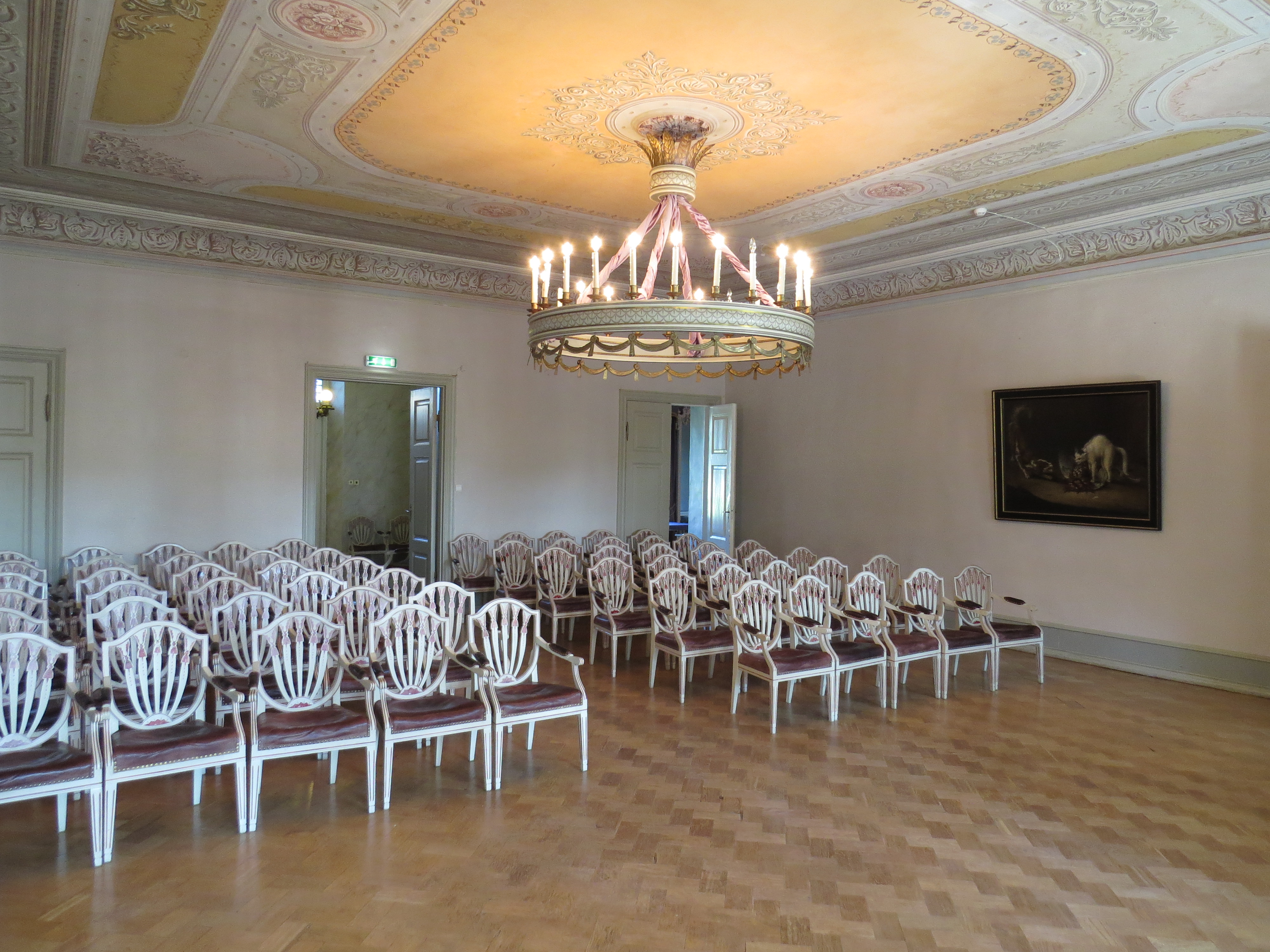
Konzertsaal (Sagadi)

Zum Kontext: Nach Beitritt der UdSSR zur UNESCO und zum Europäischen Kulturabkommen wurde die Altstadt von Tallinn 1965 als erste in der UdSSR unter umfassenden Schutz gestellt. Weitere historischer Städte folgten. Der gesamte Prozess war jedoch nicht problemlos. Die estnische Architektur- und Kunstgeschichte war im damaligen Kontext mit der ideologisch fragwürdigen deutsch-baltischen Geschichte belastet. Die Haltung zum Verhältnis zwischen dem fremden Grundherrn und der einheimischen Bevölkerung wurde auf die Gebäude und Güter übertragen. Erst langsam änderte sich die Haltung und die herrschaftliche Architektur wurde als Kulturerbe gesehen. Die Wiederherstellung der Herrenhäuser wurde Teil des Patriotismus für das Heimatland. Es erfolgte eine Aneignung.
Das Verschwinden der aristokratischen Kultur hatte mit der Gründung der Republik Estland begonnen und endete mit dem Abzug der Deutschbalten im Jahr 1939. Materielles Erbe wurde im Krieg zerstört, Ausstattungen (sofern noch vorhanden) verstreut. Danach wurden viele Gutshöfe als Altenheime oder Heilanstalt für psychisch Kranke oder Alkoholiker genutzt. Leila Pärtelpoeg konnte deshalb keine Restaurierung im Sinne einer reinen Wiederaufarbeitung durchführen. Authentizität war nicht über den Bestand zu erreichen. Sie nahm lange Expeditionen auf der Suche nach alten Möbeln vor. Für ein bestimmtes Herrenhaus reichten die Möbel nicht aus. Leila Pärtelpoeg arbeitete deshalb auch mit Nachbildungen, um ein stilistisch komplettes Zimmer zu schaffen. Den Gästen wurde eine in sich stimmige Einrichtung auf hohem ästhetischen Niveau präsentiert. Leila Pärtelpoeg begann ihre Arbeit an historischen Gütern in Palmse, gefolgt von vielen anderen. Neben Herrenhäusern hat sie auch mehrere Inneneinrichtungen für Museen entworfen. Dazu zählen Projekte für das Kreutzwald-Museum in Võru, das Tartuer Stadtmuseum und das Pastorat Viru-Nigula.

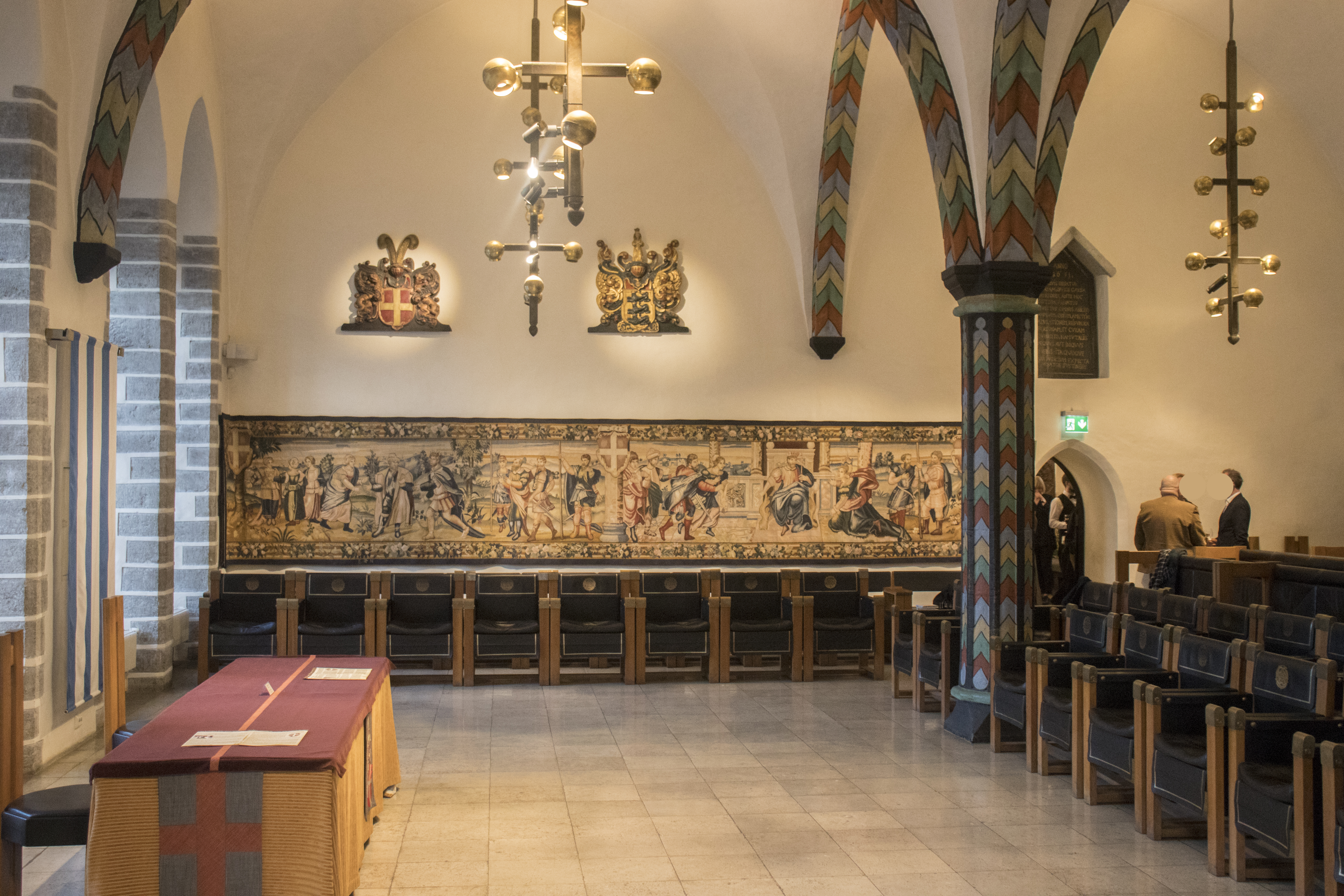
Saal in Rathaus Tallinn

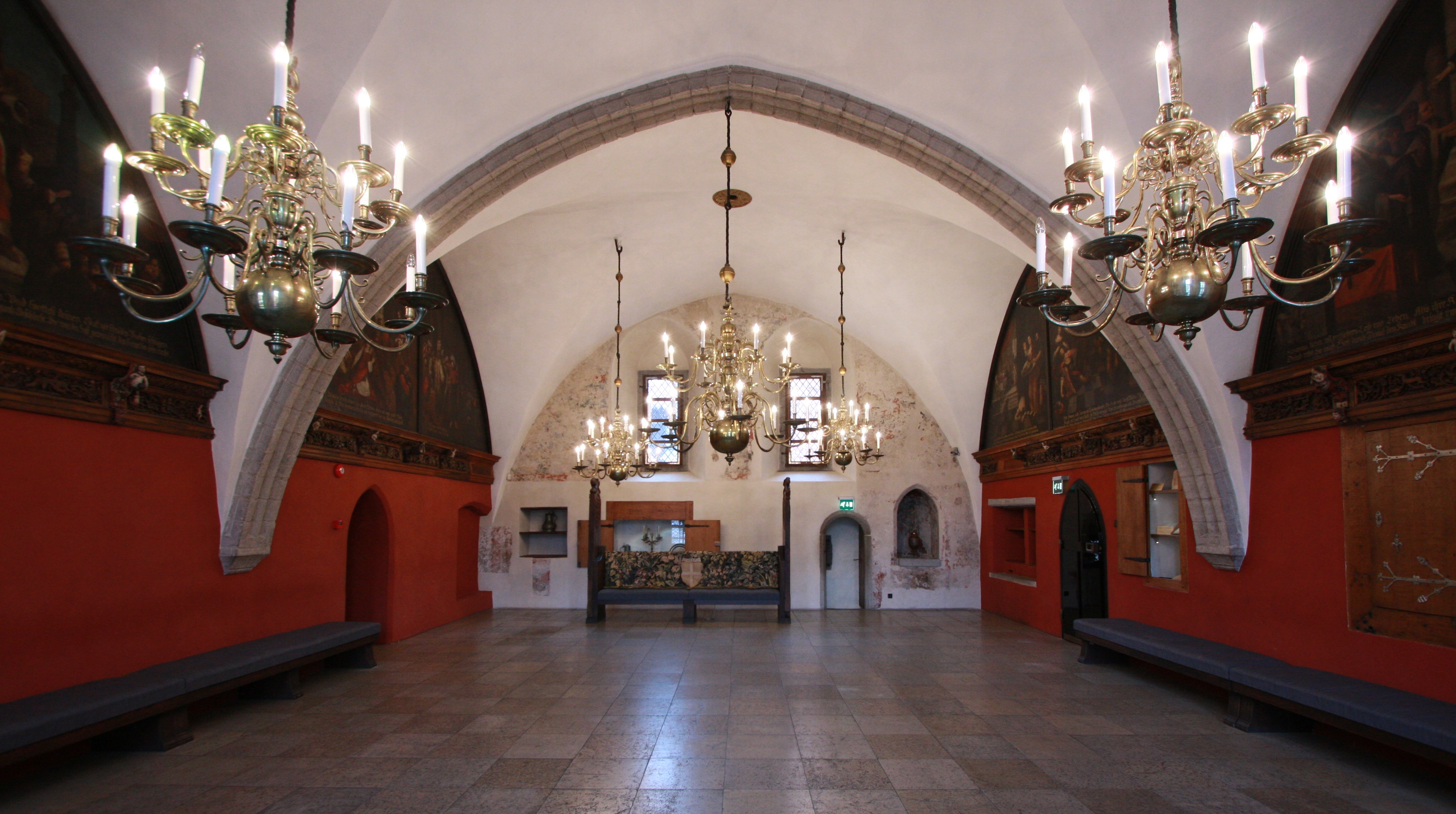
Ratssaal in Rathaus Tallinn

Im mittelalterlichen Rathaus Tallinn setzte sie Mitte der 1970er Jahre glänzende, schwarze Spitzbogentüren, Ledersitze und andere originelle Details ein. Damals gab nur genug Eichenholz für Bänke. Eichentüren konnten nicht hergestellt werden. Nach dem ersten Entwurf sollten grüne Türen eingesetzt werden. Die beauftragte Klavierfabrik lehnte dies ab und bot an, schwarze Türen zu fertigen. So passte Pärtelpoeg den ehemals sehr bunt geplanten Entwurf darauf an. Boris Dubovik, der Leiter der Abteilung für den Schutz des kulturellen Erbes der Tallinner Behörde für das kulturelle Erbe, wollte Anfang der 2000er Jahre die Innengestaltung rückbauen. Im Zuge eines neuen Auftrags konnte Pärtelpoeg dies verhindern. Leila Pärtelpoeg hat den Wettbewerbsentwurf von 1973 sowie die Innenraum- und Möbelentwürfe an das Estnische Architekturmuseum übergeben.
Leila Pärtelpoeg wurde 1949 estnische Meisterin im Slalom. Ihr Ehemann war der Skispringer, Alpinskifahrer und Trainer Ilmar Pärtelpoeg (1926–2013). Die Innenarchitektin Kadri Pärtelpoeg und die Metallkünstlerin Mari Pärtelpoeg sind ihre Töchter.

## Rezeption

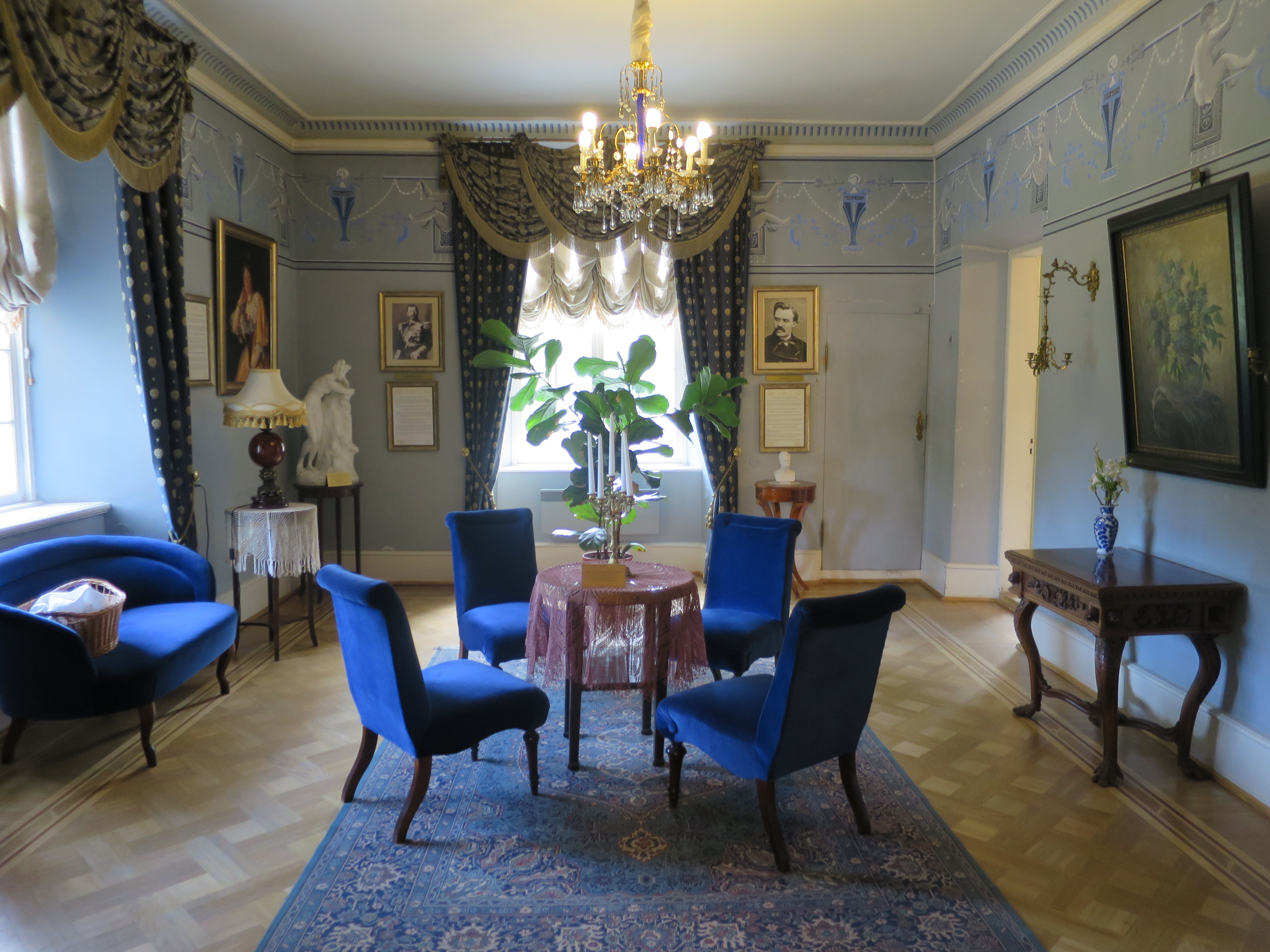
Herrenhaus Palmse

Anlässlich der Auszeichnung für das Lebenswerk 2010 setzte sich Krista Kodres mit der Bedeutung der Arbeit von Leila Pärtelpoeg auseinander. Eine Herausforderung bei der Restaurierung und Einrichtung historischer Gebäude besteht in der Entscheidung über die Zeitschicht, die gezeigt werden soll. Aus Sicht des Denkmalschutzes kann grundsätzlich jede wertvoll sein. Die Origialbefunde waren in der Regel unvollständig, vielfach fehlte die ursprüngliche Einrichtung durch die Einwirkung des Krieges und der nachfolgenden Sowjetzeit. Teilweise waren die Häuser vor der Restaurierung nur als Ruine vorhanden gewesen. Leila Pärtelpoeg reagierte auf diese Fragestellungen unterschiedlich. Bei der Gestaltung des Tallinner Rathauses wählte sie neue Einrichtungen für die rekonstruierten und renovierten Innenräume und stellte einen deutlichen formalen Kontrast zum historischen Umfeld her. Zur Zeit der Fertigstellung löste dies eine Debatte in der estnischen Denkmalpflege aus. Andererseits strebte Pärtelpoeg nach einer ganzheitlichen Lösung, die das Gebäude als stilistisches Ganzes präsentieren sollte. Nach Ankäufen, interpretierten Restaurierungen und der Verwendung von Nachbauten wurde dies auch als Inszenierung, Nachstellung oder Verfälschung bezeichnet und löste ebenfalls Kritik aus. Für Ergänzungen gab es jedoch auch pragmatische Gründe. In den 1970er Jahren waren qualitätvolle Reparaturen auf Grund des Materialmangels eingeschränkt. Schellack oder Mahagonisperrholz oder Bezugsstoffe waren nicht verfügbar. Da historische Möbel auch von weiteren Sowjetrepubliken aufgekauft wurden, kam es zu einem Wettlauf um die verbliebenen baltisch-deutschen Möbel. Im Verlauf eines Projektes war nicht abschätzbar, welche Möbel zu bekommen waren.

## Werke (Auswahl)

### Inneneinrichtungen (öffentliche Bauten)
Bibliothek der Akademie der Wissenschaften, Lesesaal (Uno Tölpus, Paul Madalik, Leila Pärtelpoeg)

Link zum Bild

Bibliothek der Akademie der Wissenschaften, Lesesaal (Uno Tölpus, Paul Madalik, Leila Pärtelpoeg)

Link zum Bild

- Inneneinrichtung der Bibliothek der Akademie der Wissenschaften (1960)[7]
- Wettbewerbsgewinn: Innenausstattung des Tallinner Rathauses (1973)[2]
- Einrichtung Rathaus Tallinn (1974–2005, mit Udo Umberg)[3]
- Mensa und Café der Universität von Tartu (1983)[2]
- Ständigen Vertretung der Estnischen SSR, Moskau (1984)[2]
- Ministerium für Fischereiindustrie, Moskau (1984)[2]
- Rathaus Tallinn (1996–2005, mit Teddy Böckler)[7][2]
- Säle der Staatsduma (1996, Restaurierung der Farbgebung und des Originalmobiliars)[7][2]
- Foyer und Café der Universität Tartu[7]

### Inneneinrichtungen (Gastronomie und Hotellerie)
Vana Toomas (1960)

Link zum Bild

Möbel Bar Mündi (1965)

Link zum Bild

- Palace-Café (1958)[3]
- Restaurant Vana Toomas (1960, 1969)[7]
- Restaurant Gloria (1962, mit Allan Murdmaa und Väino Tamm)[2]
- Café Pegasus (1962, mit Allan Murdmaa und Väino Tamm)[3][9]
- Bar Mündi (1965)[7]
- Restaurant Nord (1965–1976, mit Udo Umberg)[7][10]
- Café Gnoom (1991)[7]
- Dorfrestaurant im Eiskeller des Herrenhauses Vihula (1992)[7]
- Hotel Tagamõisa (mit Urmas Arikes)[7]
- Restaurant in der Dobroslobotskaja, Moskau (1998)[2]

### Inneneinrichtungen (historische Bauten)
- Ankauf historischer Möbel für die Herrenhäuser Palmse, Rägavere, Sagadi und Vihula (1972–1990, als Sachverständige)[2]
- Herrenhaus Rägavere (1980–1982, mit Tiit Hansen und Cornelius Tamme)[7][2]
- Innenausbau des Kreutzwaldschen Wohnhauses sowie Kreutzwald-Museum in Võru (1976–1989)[2]
- Hauptgebäude von Saku Manor (1982, mit Urmas Arike)[2]
- Schloss Toompea[7]
- Herrenhaus Mäo (1990, mit Madis Liplap)[2]
- Innenräume der Herrenhäuser Kolga (1984–1991, Hauptgebäude und Herrenhaus von Kolga Manor, mit Cornelius Tamme), Palmse (1986, Renovierung des ersten Stocks des Hauptgebäudes, 1996 Badehaus), Sagadi (1987, Hauptgebäude) und Järlepa (1997)[7][2][3]
- Villa Tannenrode (2003, mit Karl Tarbe)[2]
- Wiederaufbau des Herrenhauses von Röa (2009)[2]

### Sonstige
- Strandhaus von Pärnu (1958, mit Maimu Plees)
- Residenz des Präsidenten von Lukoil (1998, Inneneinrichtung)[2]

## Ausstellungen (Auswahl)
- 2015 Ekspeditsioon Wunderlich. 11 sisearhitekti (Expedition Wunderlich. 11 Innenarchitekten)[11]

## Ehrungen (Auswahl)
- 1987 Kreutzwald-Erinnerungsmedaille
- 1984, 1985, 1988, 2000, 2003, 2005, 2009 Auszeichnungen des Berufsverbandes
- 2010 Kultuuri elutööpreemia, Nationaler Preis für das Lebenswerk im Bereich Kultur[2]
- 2016 Heritage Preservation Board's Lifetime Achievement Award[2]
- 2020 Lifetime Achievement Award der finnischen Kulturstiftung Endowment for Architecture[2]

## Veröffentlichungen
- Endel Valk-Falk (Hrsg.): Muuseumi varahoidja meelespea (4. osa) Mööbel (Memo eines Museumskurators (Teil 4) Möbel), Zusammengestellt von Leila Pärtelpoeg, 1995.[12]
- mit Toomas Kuslap (Ill.): Pööningul/Auf dem Dachboden, Disainijaam, 2005, ISBN 978-9949-13-357-4[13]
- Tööraamat/A life's work, Eesti Sisearhitektide Liit, Tartumaa, 2011, ISBN 978-9949-30-000-6[14]

## Film
- Saagem tuttavaks. Kujunduskunstnik Leila Pärtelpoeg (Machen Sie sich mit uns bekannt. Designerin Leila Pärtelpoeg) Dauer: 1:22, Januar 1961 (estnisch)